# Julius Radichi

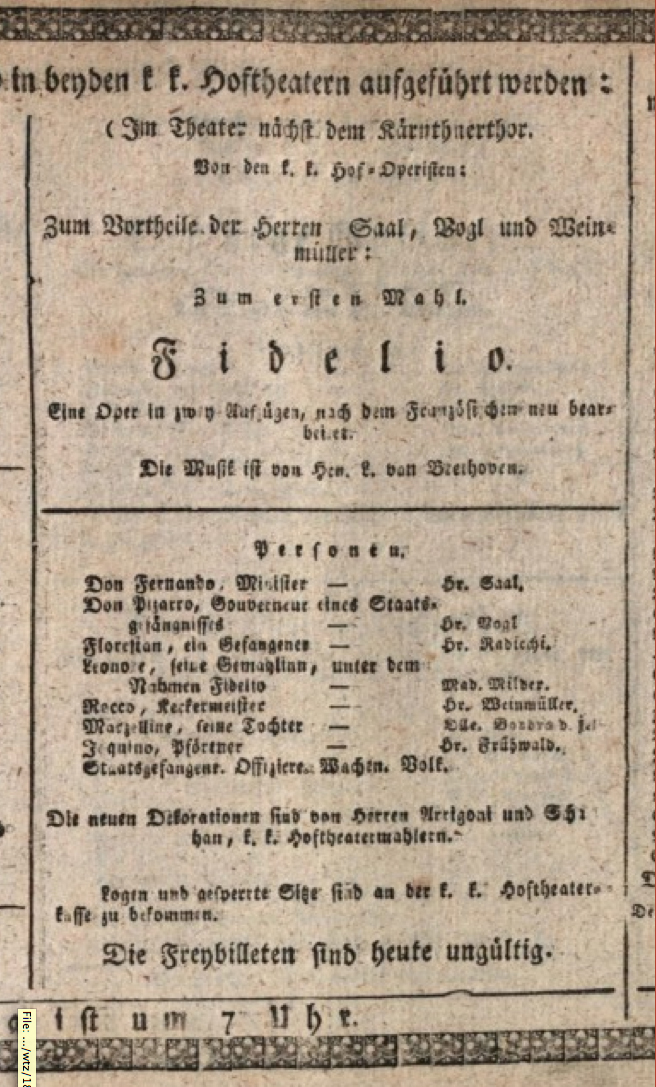
Anschlagzettel zur Uraufführung der dritten Fassung des Fidelio am 23. März 1814

Julius Radichi (* 1763; † 16. September 1846 in Wien) war ein österreichischer Schauspieler und Opernsänger (Tenor).

## Leben
Radichi stammt vermutlich aus Italien und trat erstmals 1793/94 in der Mailänder Scala sowie 1799 in Genua auf. Vom 24. Februar 1808 bis zum 31. August 1819 sowie in den Jahren 1826 bis 1829 war er Mitglied der Wiener Hoftheater. Am 23. März 1829 gab er sein Abschiedskonzert und war danach als Pädagoge tätig.
Er war auch ein geschätzter Konzertsänger, vor allem in Joseph Haydns Oratorien Die Schöpfung und Die Jahreszeiten.
Besonders bekannt wurde er in der Rolle des Florestan in Beethovens Oper Fidelio. Er verkörperte diese Partie in der Uraufführung der dritten und endgültigen Fassung, die am 23. März 1814 im Theater am Kärntnertor stattfand. Zuvor hatte er den Florestan auch in Ferdinando Paërs Oper Leonore gesungen, die erstmals am 8. Februar 1809 im Kärntnertor-Theater – in deutscher Sprache – aufgeführt wurde.
Radichi wohnte zuletzt am Franziskanerplatz Nr. 911, wo er im Alter von 83 Jahren an Altersschwäche verstarb.